# ملت عشق
ملت عشق نام رمانی است نوشته الیف شافاک که در سال ۲۰۱۰ به صورت هم‌زمان به دو زبان انگلیسی و ترکی منتشر شد. این کتاب که در رده سنی بالای ۱۲ سال است، تاکنون بیش از ۵۰۰ بار (۵۵۰٬۰۰۰ نسخه) در ترکیه تجدید چاپ شده و توانسته رکورد پرفروش‌ترین کتاب تاریخ ترکیه را نیز به دست آورد. ترجمه فارسی آن در مدتی کوتاه، عنوان یکی از پرفروش‌ترین کتاب‌های بازار کتاب ایران را کسب کرده است اما باید یا آوری شود که این کتاب با تلخیص و تغییر نویسنده همراه بوده. شرکت نت‌فلیکس در اکتبر ۲۰۱۹ / مهر ۱۳۹۸ اعلام کرده است که به زودی فیلمی بر اساس کتاب «ملت عشق» می‌سازد.
با گذشت چند سال خبری از اکران این فیلم توسط نتفلیکس نشد؛ اما با همکاری مشترک سینمای ایران و ترکیه فیلمی با نام مست عشق از روی کتاب ملت عشق ساخته شده است.

## نام کتاب
نام این کتاب در ترکی استانبولی Aşk یا همان «عشق» است و در انگلیسی The Forty Rules of Love نام دارد به معنای «چهل قاعدهٔ عشق» و اشاره به چهل قاعده‌ای است که در کتاب از زبان شمس تبریزی دربارهٔ عشق بیان می‌شوند. نام فارسی کتاب از بیتی از داستان «موسی و شبان» در مثنوی معنوی گرفته شده است:
| ملت عشق از همه دین‌ها جداست |  | عاشقان را ملت و مذهب خداست |

که در آن «ملت» در معنای قدیمی‌اش یعنی «دین» یا مذهب به کار رفته است.

## دربارهٔ ملت عشق
عمدهٔ داستان دربارهٔ احوالات و ارتباط شمس و مولوی است و کمترین بخش‌های کتاب از زبان این دو شخصیت روایت شده است و سعی شده تا از نگاه و زاویه‌های گوناگون که همان شخصیت‌های دیگر داستان هستند به این دو نفر پرداخته شود.
نویسنده در این کتاب دو داستان و در حقیقت زندگی شخصیت‌های دو دورهٔ زمانی مختلف را به موازات هم پیش برده است. دورهٔ اول در حدود ۶۳۹ تا ۶۴۵ قمری حول و حوش زندگی مولانا و شمس بازمی‌گردد و دورهٔ دوم در سال ۲۰۰۸ و دربارهٔ زندگی زنی چهل ساله است که به تازگی شغل ویراستاری یک کتاب را برعهده گرفته است. همان‌طور که از نام انگلیسی آن برمی‌آید در این کتاب چهل قانون عشق آورده شده که از زبان شمس تبریزی است. از ویژگی‌های جالب کتاب این است که بیش از ۱۵ راوی مختلف دارد و در ابتدای هر بخش راوی آن نیز ذکر می‌شود.

## خلاصه داستان
این کتاب شامل یک مقدمه و پنج بخش است (بخش اول: خاک، بخش دوم آب، بخش سوم: باد، بخش چهارم: آتش، بخش پنجم: خلاء) که دو داستان را شامل می‌شوند که به زیبایی در کنار هم و در یک کتاب گنجانده شده‌اند؛ که بیش از ۱۵ راوی دارد، دو رمان در این کتاب که موازی هم جلو می‌روند؛ و به گونه‌ای به همدیگر ارتباط دارند. یکی از این داستان‌ها در قرن بیست و یکم میلادی (از ماه مه ۲۰۰۸ تا سپتامبر ۲۰۰۹) در آمریکا و دیگری در قرن سیزدهم میلادی / هفتم هجری (از رمضان ۶۳۹ تا ذیقعده ۶۵۸) در قونیه اتفاق می‌افتد. ملت عشق داستان زندگی زنی در غرب را روایت می‌کند که با عرفان شرق آشنا می‌شود.
داستان اول کتاب مربوط به الا روبینشتاین است که در بوستونِ آمریکا زندگی می‌کند. الا یک همسر و مادر است که همه زندگی خود را صرف خانواده کرده است. با این که همسر الا ـ دیوید ـ دندانپزشک مشهوری بود و معیشت آن‌ها در سطح ایدئالی قرار داشت اما عشق و صمیمیتی در میان آن‌ها نبود. الا این موضوع را پذیرفته بود و همه اولویت‌های خود را تغییر داده بود و فقط به فکر بچه‌هایش بود. اما با این حال، رابطه الا با خانواده‌اش هم چندان خوب نبود. طبق تشبیه کتاب، الا شبیه برکه بود، برکه‌ای راکد که بعد از گذشت بیست سال زندگی مشترک با همسرش، خود را بازنده این زندگی می‌بیند. سرانجام در اولین روزهای چهل سالگی تصمیم می‌گیرد از قید و بند این زندگی آزاد شود و زندگی خود را تغییر دهد.
داستان دوم داستان زندگی شمس تبریزی و سفرهای او از سمرقند تا بغداد و سپس به قونیه و آشنایی و برخورد او با مولانا در شهر قونیه است. این داستان در قالب کتابی روایت می‌شود که الا روبینشتاین به عنوان ویراستار مسئول ویرایش آن می‌شود و از خلال خواندن این کتاب با زندگی شمس و مولانا و چهل قاعدهٔ عشق از دیدگاه و زبان شمس تبریزی آشنا می‌شود.

## شخصیت‌های اصلی کتاب
کتاب دارای هفده شخصیت است که داستان از زبان پانزده نفر آنان بیان می‌شود. پانزده نفر آنان از زمان مولانا می‌باشند که عمده کتاب را شامل می‌شود و دو نفر آنان که از دوران معاصرند:
دوران مولانا
1. - شمس
2. - استاد (بابازمان)
3. - شاگرد
4. - جلال‌الدین (مولوی)
5. - حسن گدا
6. - گل صحرا
7. - سلیمان مست
8. - متعصب (شیخ یاسین)
9. - علاءالدین
10. - کِرّا خاتون
11. - کیمیا
12. - بیبرس
13. - سلطان ولد
14. - حسام طلبه
15. - قاتل شمس

دوران معاصر
1. اِلا
2. عزیز زاهارا
3. دیوید
4. اورلی
5. ایوی
6. استر

## ترجمه به زبان فارسی
این کتاب در سال ۱۳۸۹ توسط ارسلان فصیحی از ترکی به فارسی ترجمه شد و با تأخیری پنج ساله نهایتاً در سال ۱۳۹۴ از وزارت ارشاد مجوز نشر گرفت.